# Proterhinus gracilis
Proterhinus gracilis is een keversoort uit de familie Belidae. De wetenschappelijke naam van de soort is voor het eerst geldig gepubliceerd in 1881 door Sharp.